# Susanne Tellinger
Susanne Tellinger, född 8 maj 1958 i Solna, är en svensk programledare i radio.
Tellinger är sedan 2008 programledare för programmet Vaken med P3 och P4. Hon arbetade tidigare under många år som musikproducent inom Sveriges Radio.